# 醉鱼草状六道木
醉鱼草状六道木（学名：Abelia buddleioides）为忍冬科六道木属下的一个种。

## 扩展阅读
- 維基物種上的相關：醉鱼草状六道木